# 我的裙子，去哪了？
《我的裙子，去哪了？》，2019年4月20日至6月22日播出的日本電視台週六連續劇，由古田新太主演。簡稱。

## 概要
本劇是以「多樣性」為宣言的私立豪林館學園高中為背景的一部校園戲劇。
只有嘗盡過酸甜苦辣的原田才能傳達給學生的東西，心直口快讓教育現場不斷炸裂。曾經營同志酒吧的原田信男，現在是赴任豪林館學園高中的52歲同志女裝高中教師，也是2年3班班主任，異想天開又破天荒的原田發揮不屈服於巨大權力的力量解放學生的心靈。
充滿人情味的新型老師在迎來新時代的這個春天誕生了。時而大笑，時而哭泣，時而刻骨銘心。

## 人物角色

### 豪林館學園高中

#### 教職員
- 原田信男（原田のぶお）（52）：古田新太[2]

同志的女裝家，與獨生女・糸兩人一起生活。以前經營著一家同志酒吧，今年春天開始赴任豪林館學園高中，國語(現代文)老師，2年3班的班主任。
第2集啦啦隊社團顧問
- 長井亞由美（長井あゆみ）（34）：松下奈緒[6]

數學老師，生活指導擔當。為了提高偏差值，5年前被校長獵取，由於教育方針的不同，經常與原田發生衝突。
- 里見萌（24）：白石麻衣[7]

世界史老師，教師第二年。雖然成為了憧憬的教師，但是目睹了實際的教育現場後，變得失望成了反抗期全開的教師。
- 田中充（田中みちる）（32）：桐山漣[8]

日本史老師。自由奔放，每天被異想天開的原田折騰的倒楣角色，做什麼都半途而廢，容易被牽連的體質。
- 矢野伸也（55）：小市慢太郎[8]

古文老師。比誰都瞭解豪林館學園的老教師。經常以退一步的平靜的眼光看著學園。
- 廣田誠（広田誠）（39）：次郎（じろう、<SISSONNE（日语：シソンヌ）>）[8]

英語老師。在海外度過年幼的歸國子女，上進心和低微氣質同時存在的複雜男人。暗中瞄準了年級主任的職位。卡巴迪社團顧問。
- 佐川天音（28）：大西禮芳（日语：大西礼芳）[8]

保健老師。校內唯一治癒的存在，但是，為了不被捲入麻煩事中，基本上貫徹著不關我的事(的態度)。教師們諮詢的對象。
- 岡田三四郎（29）：田野倉雄太（日语：田野倉雄太）[8]

美術老師。雖然立志成為藝術家，但卻喜歡教書，成了教師。跟矢野老師聊天最輕鬆平靜。
- 須長傳次（須長伝次）（23）：中川大輔[8]

化學老師。祖父和父親都是化學老師。由於性格懦弱，上課時被信男妨礙。
- 庄司雅俊（45）：大倉孝二（日语：大倉孝二）[8]

體育老師。具有大多數事情憑毅力擺脫困境的思想的人。自我表現欲旺盛的孩子王。不應該有權利的年級主任。
- 古賀健太（45）：荒川良良[8]

生物老師。了解作為生物學研究人員謀生的困難，取得教師執照成為教師。雖然平時很老實，不過，如果使之發怒會變得麻煩。天文社團顧問。
- 寺尾綴（58）：伊藤正幸（日语：いとうせいこう）[8]

提出多樣性宣言的私立豪林館學園高中的幹練校長。馳名於教育界的品德，是全國教育相關人員嚮往的對象，一邊期待著原田…。

#### 學生
2年3班男學生
- 明智秀一：永瀨廉[9]

班級壓倒性的領導人。對原田採取了挑戰性的態度。
- 東条正義：道枝駿佑（浪花男子）[9]

雖是班上的核心人物，卻有著複雜的心境。
- 若林優馬：長尾謙杜（浪花男子）[9]

與班級中心的明智和東條不同，他靜靜地伫立在教室的邊緣。
- 光岡慎之介：阿久津仁愛[10]
- 牛久保元：須藤蓮（日语：須藤蓮）[10]
- 駒井和真：堀家一希（日语：堀家一希）[10]
- 高槻蓮：眞嶋秀斗（日语：眞嶋秀斗）[10]
- 大鳥春樹：富園力也[10]
- 吉良北斗：黒田照龍[10]
- 一之森純：河野紳之介[10]
- 岩木遊太郎：兼高主税[10]
- 彦根大輝：葵揚[10]
- 姫路隼太：[10]
- 唐津天心：吉田翔（日语：吉田翔 (俳優)）[10]
- 花澤將吾（花沢将吾）：中西南央[10]

2年3班女學生
- 川崎結衣：高橋光[11]

性格開朗、朋友也多的時尚領頭羊，總是在班級中心閃閃發光的女孩子。競技啦啦隊社。
- 今泉茜：竹内愛紗[12]

班級中心人物之一。對朋友很關心，內心很堅強，行動力也很强。
- 堀江桃（堀江もも）：箭內夢菜[13]

競技啦啦隊社
- 江口壽美江（江口寿美江）：[13]
- 小田原惠麻（小田原エマ）：宮野陽名（日语：宮野陽名）[13]
- 清武鈴愛（清武すずめ）：[13]
- 波賀麻里亞（波賀麻里亜）：染野有来[13]
- 山吹琴音：西村瑠香[13]
- 瀧山七海（滝山七海）：前川歌音[13]
- 長濱麥（長浜むぎ）：[13]
- 湯淺楓（湯浅楓）：[13]
- 太田茉莉：松永有紗（日语：松永有紗）[13]

競技啦啦隊社
- 茂木朱里：菊池和澄（日语：菊池和澄）[13]
- 小松紗綾香：[13]

競技啦啦隊社
- 鶴丘芙實（鶴ヶ丘芙実）：[13]

### 其他
- 原田糸（21）：片山友希[14]

原田信男的女兒。美術大學的四年級學生。母親早亡，由同志女裝家的父親信男撫養。對於信男來說，她是女兒、妻子、母親般的存在。
- 安岡一道（25）：伊藤明日陽[14]

東京大學畢業。在政府機關工作的精英。糸的前男友。交往了一年左右之後與糸分手，不過，將原田尊為心靈之師，時常泡在原田家裡。

### 客串角色
第一集
- 遭受色狼騷擾的女性：主濱晴美
- 被認為是色狼的男性：石倉良信
- 追趕被認為是色狼的男性的車站工作人員：久保貫太郎

第二集
- 戶塚：平岩紙

競技啦啦隊社前顧問
- 原田的老友：Bourbonne
- 啦啦隊部員：森田愛生

第三集
- 光岡弘子：須藤理彩

光岡的母親
- 光岡君太：鈴木樂

光岡的弟弟
- 光岡心菜：鈴木譽（鈴木誉）

光岡的妹妹
- 君太跟心菜的幼稚園老師：平栗里美

第四集
- 魚住：前野朋哉

探偵事務所所長
- 豆子：稲川實代子

魚住的祖母
- 店員：

豆子委託找人的事情發生在食堂工作的店員。
- 日出製作所工場長：岡部一史
- 葛西：中村無何有

日出製作所的職員
- 服裝店店員：鈴木優華
- 服裝店顧客：隅田杏花

第五集
- 山上愛理：田邊桃子
- 坂本満里奈：宮崎優

和東条相識的2年1班學生
- 廣田來實（広田くるみ）：村上壽子（村上寿子）

廣田的妻子
- 瑞希：高村凛（第10集）
- Windsor：（第5集 - 第10集）

糸的男友
第六集
- 里見靖夫：小木茂光

里見萌的父親。
- 里見的母親：田中廣子
- 財前：戶塚純貴

醫師。里見萌結婚對象。
- 明智純一：板尾創路（第7集）

明智秀一的父親
- 婚禮人員：押元奈緒子
- 柾 賢志（第6、7集）

第七集
- 明智秀一的母親：芳野友美
- 佐藤：敬太

明智純一公司的員工
- 寺田御子
- 一條恭輔

第九集
- 松坂：高橋努

原田的恩師。
- 松坂先生的妻子：黑川夏美（黒川なつみ）
- 學生時期的原田：若林時英
- 27歳的原田：木戶邑彌
- 大杉愛：竹崎綾華

青年原田最好的朋友。是女同性戀與原田假裝結婚了。
- 崎山：永尾瑪利亞

新聞節目評論員。
- 新聞節目播音員：安東弘樹
- 新聞節目評論員：登坂淳一

## 製作團隊
- 編劇：加藤拓也（日语：加藤拓也 (プロデューサー)）、櫻井智也
- 配樂：井筒昭雄（日语：井筒昭雄）
- 主題曲：《喜歡憂鬱的天空（日语：憂鬱な空が好きなんだ）》THE COINLOCKERS（日语：ザ・コインロッカーズ）[39]（作曲：早川博隆、，作詞：秋元康）
- 角色監修（原田信男）：Bourbonne（日语：ブルボンヌ）、白川大介[1]
- 首席製片：池田健司
- 共同製片：大倉寛子、茂山佳則（AXON）
- IP製片：植野浩之[1]
- 導演：狩山俊輔、水野格、茂山佳則
- 作協力：AX-ON Inc.（日语：日テレアックスオン）
- 製作：日本電視台

## 播出日程及收視率
- 收視率最高值以紅色表示，收視率最低值以蓝色表示。

| 集數                                                                  | 播放日期 | 日文標題 | 導演     | 收視率 |
| --------------------------------------------------------------------- | -------- | -------- | -------- | ------ |
| 第1話                                                                 | 4月20日  |          | 狩山俊輔 | 10.9%  |
| 第2話                                                                 | 4月27日  |          | 狩山俊輔 | 9.7%   |
| 第3話                                                                 | 5月04日  |          | 狩山俊輔 | 7.9%   |
| 第4話                                                                 | 5月11日  |          | 水野格   | 8.6%   |
| 第5話                                                                 | 5月18日  |          | 茂山桂則 | 8.5%   |
| 第6話                                                                 | 5月25日  |          | 水野格   | 7.3%   |
| 第7話                                                                 | 6月01日  |          | 狩山俊輔 | 8.5%   |
| 第8話                                                                 | 6月08日  |          | 水野格   | 7.9%   |
| 第9話                                                                 | 6月15日  |          | 狩山俊輔 | 8.9%   |
| 第10話                                                                | 6月22日  |          | 狩山俊輔 | 8.7%   |
| 平均收視率 8.7%（收視率由Video Research於關東地區統計）/ 家庭 / 實時) |          |          |          |        |

## 節目的變遷
| 日本電視台 週六連續劇                          | 日本電視台 週六連續劇                               | 日本電視台 週六連續劇 |
| ---------------------------------------------- | --------------------------------------------------- | --------------------- |
|                                                | 我的裙子，去哪了？ （2019年4月20日－2019年6月22日） |                       |
| Innocence 冤罪律師 （2019年1月19日 - 3月23日） | Voice 110緊急指令室 （2019年7月13日 - ）            |                       |

## 外部連結
- 《我的裙子，去哪了？》官方網頁（日語）
- 【公式】我的裙子，去哪了？的X（前Twitter）（日語）
- 【公式】我的裙子，去哪了？的Instagram帳戶（日語）

| 日本 日本電視台 週六連續劇                    | 日本 日本電視台 週六連續劇                     | 日本 日本電視台 週六連續劇 |
| --------------------------------------------- | ---------------------------------------------- | -------------------------- |
|                                               | 我的裙子，去哪了？ （2019年4月20日－6月22日）  |                            |
| Innocence 冤罪律師 （2019年1月19日－3月23日） | Voice 110緊急指令室 （2019年7月13日－9月21日） |                            |